# Barabanowo (obwód moskiewski)
Barabanowo (ros. Барабаново) – wieś (dieriewnia) w Rosji, w obwodzie moskiewskim, w rejonie kaszyrskim. W 2021 liczyła 1441 mieszkańców.